# 萊蒙國際
萊蒙國際集團有限公司（港交所：3688）是一間在一家中國的房地產開發公司，於2000年成立，主要在長江三角洲及珠江三角洲地區發展住宅物業。萊蒙國際主要以「水榭」及「萊蒙」作為下項目品牌。
2009年，萊蒙國際向深國投收購深圳深國投房地產開發有限公司51%的股權。
2011年3月，萊蒙國際在香港進行公開招股，招股價介乎6.23至8.1港元，集資金額為15.6至20.3億元。
2013年8月20日萊蒙國際以總代價16.88億元人民幣（約21.26億港元）)收購SSCP Limited全部已發行股本。
SSCP持有位於上海市浦東新區東繡路99號物業，包括9幢大樓合共284個住宅單位，總建築面積約4.9萬平方米，及240個地下停車位，而該物業作為服務式公寓經營。

聯交所資料顯示，基金投資者Scarborough Overseas於2013年12月6日，將剩餘11.64%的萊蒙股權，悉售予新加坡上市公司美羅控股，每股作價3.35元，涉資逾5.28億元，令美羅的好倉由6.11%增至19.77%

## 外部連結
- 萊蒙國際官方網站 （页面存档备份，存于）
- 萊蒙國際招股章程